# Dinarthrum bhatarka
Dinarthrum bhatarka är en nattsländeart som beskrevs av Schmid 1961. Dinarthrum bhatarka ingår i släktet Dinarthrum och familjen kantrörsnattsländor. Inga underarter finns listade i Catalogue of Life.